# Peter Doherty (football)
Pour les articles homonymes, voir Peter Doherty et Doherty (homonymie).
Peter Doherty, né le 5 juin 1913 à Magherafelt (Irlande aujourd'hui Irlande du Nord), mort le 6 avril 1990 à Poulton-le-Fylde (Angleterre), est un footballeur nord-irlandais, qui évolue au poste d'inter gauche à Manchester City et en équipe d'Irlande.
Doherty a marqué trois buts lors de ses seize sélections avec l'équipe d'Irlande entre 1935 et 1950.

## Biographie
Peter Dermot Doherty nait le 5 juin 1923 à Magherafelt dans le Comté de Londonderry. Il débute le football à Coleraine. Après avoir joué dans un petit club local, le Station United, il intègre les équipes de jeunes du Coleraine Football Club.

### Carrière en club
Peter Doherty commence sa carrière de footballeur de haut niveau au Glentoran Football Club. Il est semi-professionnel puisqu'il travaille en marge du football, d'abord comme maçon puis comme conducteur de bus. Il joue deux saisons avec le club de Belfast et participe à la conquête de la Irish Cup en 1933.
Il est recruté par les Anglais du Blackpool Football Club à l'orée de la saison 1933-1934 pour une somme de 2 000 £. Il n'a alors que 19 ans. Il y reste trois saisons joue quatre-vingt deux matchs et marque vingt-huit buts. En 1936 il rejoint Manchester City pour ce qui est alors un montant record pour le club, 10 000 £. Ce montant est excessivement élevé pour l'époque, il est à moins de 1000 livres sterling du record britannique. Peter Doherty ne réussit pas ses débuts à City. Lors de cette rencontre contre Preston North End, marqué de près par Bill Shankly, il ne réussit pas à s'imposer, il n'a pas l'impact attendu sur le match, ce qui provoque des cris au milieu du public « Dix mille livres ? Plutôt dix mille cartes de cigarettes ! ». La première saison de Doherty est, comme il le dira lui-même plus tard « sans histoire ». Sa deuxième sera tout autre.
Manchester City commence mal sa saison 1936-1937. Le club reste dans le bas du classement jusqu'en décembre. Quelques grosses victoires se produisent occasionnellement comme le 6-2 contre West Bromwich Albion ou le 4-1 sur Everton FC mais elles se mêlent à de longues périodes de disette. La plus mauvaise série du club est alors d'une victoire en douze rencontres. Doherty marque son douzième but de la saison le jour de noël à l'occasion d'une défaite 5-3 contre Grimsby Town. Mais noël s'avère être un tournant pour l'équipe puisqu'une victoire le lendemain sur Middlesbrough FC marque le début d'une longue période d'invincibilité. En avril Manchester City est remonté à la deuxième place. City doit alors affronter le leader et club dominant du moment Arsenal FC Doherty marque le premier but d'une victoire 2-0 qui propulse le club  à la première place. La série d'invincibilité se poursuit jusqu'à la fin de la saison. Manchester City remporte le tout premier titre de champion de son histoire. Peter Doherty marque un total de 30 buts et est le meilleur buteur de son club. Il est aidé en cela par une série de 11 buts en 7 matchs à la fin de la saison.
Peter Doherty joue un total de 130 matchs pour Manchester City. Il marque 79 buts.
Pendant la seconde guerre mondiale, Peter Doherty sert dans la Royal Air Force. Il reste toutefois à la disposition de son club pour jouer des matchs non officiels. Pendant cette période il marque 60 buts en 89 rencontres. Il est régulièrement invité par d'autres clubs pour jouer des matchs d'exhibition. Il enfile alors le maillot de Port Vale, Blackburn Rovers, Derby County, Birmingham, Brentford, Grimsby Town, Lincoln City, Liverpool, Manchester United, West Bromwich Albion et Walsall. A Port Vale en 1945, alors qu'il s’apprête à tirer un pénalty, il s'élance et au lieu de tirer vers le but transmets latéralement à un coéquipier qui marque en surprenant totalement le gardien adverse.
Après la fin de la guerre, Peter Doherty est transféré au Derby County Football Club avec lequel il remporte la Cup, marquant un but lors de la finale contre Charlton Athletic à Wembley. Au mois de décembre suivant, il est recruté par le Huddersfield Town Association Football Club de David Steele pour une somme de £9000. Doherty avait lui même demandé à être transféré car il était alors en désaccord avec la direction du club sur le devenir de sa carrière et à propos d'un polémique sur la vente de tickets pour la finale de la Cup. Huddersfield constitue alors une ligne d'attaque particulièrement impressionnante composée de Albert Bateman, Jimmy Glazzard, Alf Whittingham, Doherty et Vic Metcalfe. Toutefois le club ne joue jamais les premiers rôles en première division anglaise, luttant même en bas de classement lors des saisons 1946-1947, 1947-1948 et 1948-1949. A leeds Road il marque 33 buts en 83 matchs de championnat. Il est le meilleur buteur du club lors des deux dernières saisons.
dans son autobiographie, Len Shakelton écrit à propos de Doherty : « Peter Doherty était certainement le génie parmi les génies. Possédant l'embardée corporelle la plus déconcertante du football, capable d'exécuter tous les tours avec le ballon, possédant un tir comme le coup de pied d'une mule, et, avec tout cela, ayant un tel enthousiasme pour le jeu qu'il travaillait comme un cheval pendant quatre-vingt-dix minutes. C'était Peter Doherty, le rouquin irlandais qui fumait la pipe et qui, j'en suis convaincu, avait suffisamment de talent footballistique pour se promener dans un match en fumant sa pipe et faire passer les vingt et un autres joueurs pour des seconds couteaux. Mais bien sûr, Peter ne se promenait jamais dans un match. Son énergie devait être vue pour être appréciée ».

### Carrière d'entraîneur
Peter Doherty signe un dernier contrat en avril 1949 avec le Doncaster Rovers Football Club. Il s'agit d'un contrat d'entraîneur-joueur. Le club évolue alors en troisième division, dans la poule du Nord. Lors de sa première saison à Doncaster, Doherty marque 30 buts en 39 rencontres. Doncaster gagne sa promotion en deuxième division anglaise. pour sa première saison en deuxième division, Doherty est de nouveau le meilleur buteur de son équipe avec 14 buts en 23 match. Le club se maintient en se plaçant à la onzième place. Il s'investit alors de plus en plus dans son rôle d'entraîneur. Il aide le club à signer des joueurs d'Irlande du Nord comme Len Graham, Harry Gregg ou Kit Lawlor, mais il accompagne aussi le développement de jeunes joueurs comme Alick Jeffrey. Le club passe les six saisons suivante dans la deuxième partie de classement
Peter Doherty quitte Belle Vue en janvier 1958 après de nombreuses disputes avec le bureau directeur du club. Sans lui et dès le terme de la saison, le club est immédiatement relégué en troisième division.
Doherty s'engage immédiatement avec le Bristol City Football Club qui joue lui aussi en deuxième division. Il y reste une saison et demie.
Alors qu'il entraîne Doncaster, Peter Doherty est nommé entraîneur de l'équipe nationale d'Irlande du Nord. Il est au centre du développement et de l'affermissement de l'équipe d'Irlande du Nord de football. Il est nommé entraîneur de l'équipe nationale le 27 septembre 1951. Jusqu'alors — donc depuis 1882 — l'équipe n'avait jamais eu d'entraîneur, et la sélection était dirigée par un comité de sélection (l'Irish Football Association's Selection Commitee). Doherty est donc le premier sélectionneur de l'histoire du football nord-irlandais. Quand il prend en main la sélection nord-irlandaise, rien n'est véritablement organisé. La préparation de l'équipe se limite au minimum, un rassemblement des joueurs quelques jours avant le match, quelques entrainements, et c'est tout. Pas de travail de fond, pas de pensée commune autour de travail technique et tactiques. Doherty va changer tout cela. Il fait alors jouer l'Irlande du Nord selon le schéma du W-M. Il est surtout un meneur d'homme hors pair. Il transforme un ensemble de joueurs souvent brillants en une équipe où la solidarité et le combat collectif sont devenus essentiels. Peter Doherty est secondé dans son travail au quotidien par Gerry Morgan, ancien international nord-irlandais des années 1920.

## Carrière de joueur
- 1933-1936 : Blackpool
- 1936-1945 : Manchester City
- 1945-1946 : Derby County
- 1946-1949 : Huddersfield Town
- 1949-1951 : Doncaster Rovers

## Palmarès

### En équipe nationale
- 16 sélections et 3 buts avec l'équipe d'Irlande entre 1935 et 1950.

### Avec Manchester City
- Vainqueur du Championnat d'Angleterre de football en 1937.

### Avec Derby County
- Vainqueur de la Coupe d'Angleterre de football en 1946.

## Carrière d'entraîneur
- 1949-1951 : Doncaster Rovers
- 1951-1962 :  Irlande du Nord
- 1958-1960 : Bristol City